# Zygmunt Anczok
Zygmunt Józef Anczok (ur. 14 marca 1946 w Lublińcu) – polski piłkarz, grający na pozycji lewego obrońcy, reprezentant Polski, olimpijczyk, trener.

## Kariera
Zygmunt Anczok karierę piłkarską rozpoczął w 1959 roku w Sparcie Lubliniec, w którym występował do 1963 roku. Następnie przeniósł się do Polonii Bytom, z którym odnosił spore sukcesy na arenie krajowej i międzynarodowej: w sezonie 1964/1965 Puchar Karla Rappana i Puchar Ameryki oraz dwukrotnie 3. miejsce w ekstraklasie (1966, 1969), a w 1966 otrzymał tytuł Piłkarza Roku w plebiscycie katowickiego „Sportu”. W Polonii Bytom grał do 1971 roku i rozegrał w niej 194 ligowe mecze.
Następnie Anczok został zawodnikiem ówczesnego mistrza Polski i zdobywcy Pucharu Polski – Górnika Zabrze, z którym obronił krajowy dublet w sezonie 1971/1972, a w sezonie 1973/1974 zdobył wicemistrzostwo Polski. Łącznie do 1974 roku w barwach Górnika Zabrze rozegrał 38 meczów w ekstraklasie, w której ogółem rozegrał 232 mecze ligowe.
Następnie w 1975 roku wyjechał do Chicago, gdzie występował w polonijnych klubach: Wisła Chicago (1975) i Chicago Katz (1975–1976). Potem w 1977 roku wrócił do Europy, gdzie został zawodnikiem norweskiego klubu ligi Tippeligaen – Skeid Fotball, w którym był polskim pionierem, a w 1979 roku w wieku 33 lat zakończył piłkarską karierę.

## Kariera reprezentacyjna
Zygmunt Anczok w latach 1965–1973 w reprezentacji Polski rozegrał 48 meczów. Debiut zaliczył 13 października 1965 na Hampden Park w Glasgow w meczu eliminacyjnym mistrzostw świata 1966 z reprezentacją Szkocji, który zakończył się zwycięstwem Biało-czerwonych 1:2. Atutem Anczoka była niesłychana wytrzymałość i szybkość, często włączał się do akcji ofensywnych oraz nie ograniczał się do zadań obronnych, a potwierdzeniem przydatności Anczoka w reprezentacji były występy podczas tournée po Ameryce Południowej w maju 1966, gdzie walczył ze słynnymi brazylijskimi napastnikami Pelé i Garrinchą podczas dwóch meczów z reprezentacją Brazylii (porażki 1:4, 1:2) oraz w zremisowanym 1:1 meczu z reprezentacją Argentyny w Buenos Aires.
27 maja 1971 w Moskwie wystąpił w meczu pożegnalnym słynnego radzieckiego bramkarza – Lwa Jaszyna w drużynie Gwiazd FIFA wraz z Włodzimierzem Lubańskim.
Podczas turnieju olimpijskiego w Monachium był podstawowym zawodnikiem drużyny prowadzonej przez Kazimierza Górskiego i grał we wszystkich siedmiu meczach, w tym finałowym 10 września 1972 na Stadionie Olimpijskim w Monachium, w którym reprezentacja Polski wygrała 2:1 z obrońcami tytułu – reprezentacją Węgier, dzięki czemu po raz pierwszy w historii została mistrzem olimpijskim. Potem karierę Anczoka przerywały liczne kontuzje, m.in. złamanie kości śródstopia, które wykluczyło wyjazd na mistrzostwa świata 1974 w RFN, w efekcie czego swój ostatni mecz w reprezentacji Polski rozegrał 28 marca 1973 w Ninian Park w Cardiff w eliminacjach mistrzostw świata 1974 z reprezentacją Walii, gdy biało-czerwoni przegrali 0:2.

## Po zakończeniu kariery
Zygmunt Anczok po zakończeniu kariery piłkarskiej pracował jako trener w Sparcie Lubliniec, jednak liczne problemy zdrowotne zmusiły go do zmiany zawodu. Przez pewien czas jeździł jako taksówkarz. W latach 2006–2010 pełnił funkcję radnego miasta Lublińca.
Od 2014 roku członek Klubu Wybitnego Reprezentanta.

## Statystyki

### Reprezentacyjne
| Reprezentacja narodowa | Rok     | Występy | Gole |
| ---------------------- | ------- | ------- | ---- |
| Polska                 |         |         |      |
| 1965                   | 3       | 0       |      |
| 1966                   | 9       | 0       |      |
| 1967                   | 5       | 0       |      |
| 1968                   | 1       | 0       |      |
| 1969                   | 8       | 0       |      |
| 1970                   | 7       | 0       |      |
| 1971                   | 5       | 0       |      |
| 1972                   | 8       | 0       |      |
| 1973                   | 2       | 0       |      |
| Łącznie                | Łącznie | 48      | 0    |

## Sukcesy

### Polonia Bytom
- 3. miejsce w ekstraklasie: 1966, 1969
- Puchar Karla Rappana: 1965
- Puchar Ameryki: 1965

### Górnik Zabrze
- Mistrzostwo Polski: 1972
- Wicemistrzostwo Polski: 1974
- Puchar Polski: 1972

### Reprezentacyjne
- Mistrzostwo olimpijskie: 1972

### Indywidualne
- Piłkarz Roku w plebiscycie „Sport”: 1966

## Odznaczenia
- Złoty Krzyż Zasługi (1972)[4]
- Złota Odznaka PZPN (1972)[5]